# グランドスラム・デュッセルドルフ2018
グランドスラム・デュッセルドルフ2018は2018年2月23日から25日の3日間にわたって、ドイツはデュッセルドルフのISSドームで開催された柔道の国際大会。今大会よりそれまでのグランプリ大会からグランドスラム大会に格上げされることになった。

## 大会結果

### 男子
| 階級        | 金                           | 銀                         | 銅                                                      |
| ----------- | ---------------------------- | -------------------------- | ------------------------------------------------------- |
| 60kg以下級  | 永山竜樹                     | ロベルト・ムシビドバゼ     | エリック・タカバタケ ルフミ・チフビミアニ               |
| 66kg以下級  | 田川兼三                     | ゲオルグリー・ザンタラヤ   | バールーフ・シュマイロフ バットグトフ・エルヘムバヤル   |
| 73kg以下級  | 大野将平                     | ルスタム・オルジョフ       | フェルディナンド・カラペティアン トハル・ブトブル       |
| 81kg以下級  | サイード・モラエイ           | アルファ＝ウマール・ジャロ | アスラン・ラピナゴフ ドミニク・レッセル                 |
| 90kg以下級  | ミハイル・イゴルニコフ       | ベイカー茉秋               | ニコロス・シェラザディシビリ ガントルガ・アルタンバガナ |
| 100kg以下級 | ヴァルラーム・リパルテリアニ | ベンジャミン・フレッチャー | ニアズ・ビラロフ ジョルジ・フォンセカ                   |
| 100kg超級   | 該当者なし                   | 原沢久喜 王子谷剛志        | アンドレイ・ボルコフ ベクボロト・トクトゴノフ           |

### 女子
| 階級       | 金                       | 銀                       | 銅                                                          |
| ---------- | ------------------------ | ------------------------ | ----------------------------------------------------------- |
| 48kg以下級 | ダリア・ビロディド       | チェルノビツキ・エーヴァ | ミリカ・ニコリッチ メラニー・クレマン                       |
| 52kg以下級 | 志々目愛                 | カロリナ・ピエンコフスカ | シャルリーヌ・ファンスニック エストレーヤ・ロペス・シェリフ |
| 57kg以下級 | ネコダ・スミス＝デイビス | ヘドヴィグ・カラカス     | サラ＝レオニー・シジク ルハグバトゴー・エンフリーレン       |
| 63kg以下級 | アンドレヤ・レシキ       | 津金恵                   | 渡辺聖未 ボルド・ガンハイチ                                 |
| 70kg以下級 | 大野陽子                 | バルバラ・マティッチ     | サンドラ・ディートリヒ サンネ・ファンデイケ                 |
| 78kg以下級 | 佐藤瑠香                 | マイラ・アギアル         | ナタリー・パウエル クララ・アポテカル                       |
| 78kg超級   | 朝比奈沙羅               | ニヘル・シェイフルフ     | イリーナ・キンゼルスカ キム・ハユン                         |

## 各国メダル数
| 順 | 国・地域         | 金 | 銀 | 銅 | 計 |
| -- | ---------------- | -- | -- | -- | -- |
| 1  | 日本             | 7  | 4  | 0  | 11 |
| 2  | ロシア           | 1  | 1  | 3  | 5  |
| 3  | ウクライナ       | 1  | 1  | 0  | 2  |
| 4  | イギリス         | 1  | 0  | 1  | 2  |
| 4  | ジョージア       | 1  | 0  | 1  | 2  |
| 4  | スロベニア       | 1  | 0  | 1  | 2  |
| 7  | イラン           | 1  | 0  | 0  | 1  |
| 8  | ハンガリー       | 0  | 2  | 0  | 2  |
| 9  | フランス         | 0  | 1  | 2  | 3  |
| 10 | アゼルバイジャン | 0  | 1  | 1  | 2  |
| 10 | ブラジル         | 0  | 1  | 1  | 2  |
| 12 | クロアチア       | 0  | 1  | 0  | 1  |
| 12 | アイルランド     | 0  | 1  | 0  | 1  |
| 12 | ポーランド       | 0  | 1  | 0  | 1  |
| 12 | チュニジア       | 0  | 1  | 0  | 1  |
| 16 | モンゴル         | 0  | 0  | 4  | 4  |
| 17 | スペイン         | 0  | 0  | 2  | 2  |
| 17 | ドイツ           | 0  | 0  | 2  | 2  |
| 17 | イスラエル       | 0  | 0  | 2  | 2  |
| 20 | アルメニア       | 0  | 0  | 1  | 1  |
| 20 | ベルギー         | 0  | 0  | 1  | 1  |
| 20 | キルギス         | 0  | 0  | 1  | 1  |
| 20 | 韓国             | 0  | 0  | 1  | 1  |
| 20 | オランダ         | 0  | 0  | 1  | 1  |
| 20 | フィリピン       | 0  | 0  | 1  | 1  |
| 20 | ポルトガル       | 0  | 0  | 1  | 1  |
| 20 | セルビア         | 0  | 0  | 1  | 1  |

## 両者反則負けの適用
今大会の100㎏超級決勝の原沢久喜対王子谷剛志戦では、組み手争いが続く消極的な試合展開でお互いに指導3が与えられたことにより、両者反則負けとなった。2018年から新規導入されたIJFルールによる両者反則負けの適用第1号となった。この試合に関してIJFは、「両柔道家は闘う意図がなかった。最近、改定したルールにより、今回のような形で両者を処分できる」とコメントした。一方、王子谷は「整理できていない。もやもやしている」「両者反則負けになる前に、審判から何らかのアクションがあると聞いていた。実際にはなかった」と不満を述べた。この試合について男子代表監督の井上康生は、「ルールなので理解できるし対応もする。だが、これでいいのか、という思いもある」「重量級は一発のスケールが魅力。その技が出る前に止められると…」と語った。また、1995年の体重別95kg超級準決勝の小川直也戦で両者反則負けを喫した経験のある全柔連強化委員長の金野潤も、「一柔道ファンとして、このルールを進めていくことに関しては危機感を覚える」との認識を示した。なお、今回の裁定はIJFや審判委員会による見せしめではないかとの臆測も出されている。